# Garjyangkot
Garjyangkot (nep. गर्ज्याङकोट) – gaun wikas samiti w zachodniej części Nepalu w strefie Karnali w dystrykcie Jumla. Według nepalskiego spisu powszechnego z 2001 roku liczył on 147 gospodarstw domowych i 865 mieszkańców (426 kobiet i 439 mężczyzn).